# رينوسة
بلدية رَينوسة (بالإسبانية: Reinosa)‏، هي إحدى بلديات منطقة قنطبرية المصنفة مقاطعة أيضاً، في شمال إسبانيا. يبلغ عدد سكانها 10.638 نسمة وفقاً لإحصائية سنة (2002).

## أعلام
- بيلين كويفاس
- فرانسيسكو فينتوسو
- خوليو غارثيا فرنانديث
- هيكتور لوبيز ألونسو
- مانويل لوبيز